# Ясон (Смогожевський)
Я́сон Смогоже́вський (світське ім'я — Ян Смогожевський гербу Юноша, пол. Jan Smogorzewski, Jason Junosza Smogorzewski); (3 березня 1715 (?1714) р., Сілезія — 1 листопада 1788) р. — греко-католицький церковний діяч, василіянин, 15-ий митрополит Київський, Галицький та всієї Руси УГКЦ. Кавалер ордену Святого Станіслава (1767 р.).

## Життєпис
Юні роки
Народився в Сілезії. Батько — Кароль Владислав Смогожевський (?–6.09.1729 р.), матір — дружина батька Розалія з Тишкевичів, дочка слонімського підкоморія Домініка Олександра Тишкевича. Походив із польської шляхетської родини латинського обряду зі Смогожева (Смогожова) (Нижня Силезія, Польща), що володіла маєтками у Волковиському повіті, де й народився майбутній владика. Охрещений за латинським обрядом 25 грудня 1715 року, хресне ім'я невідоме.
Навчання
1731 р. вступив до ордену Василіян в Битені, змінивши обряд з римського на греко-католицький, і прийняв чернече ім'я Ясон. З 1734 року студіював богослов'я (теологію) в Грецькій колегії св. Атанасія в Римі, після висвячення (3 липня 1740 р., з рук єпископа Д. Родіно) повернувся. Був у монастирях василіян у Супраслі та Варшаві (скерований туди Атанасієм Шептицьким в середині 1743 року, очевидно, як ігумен), проповідником у Полоцьку.
Церковна діяльність
1747 року став генеральним офіціалом брацлавським та вікарієм Київської митрополії, згодом генеральний вікарій полоцького архієпископа Флоріяна Гребницького. З 1752 до 1758 роки знову перебував у Римі, як представник Київського митрополита Флоріяна Гребницького. Там же, в 1758 році, був висвячений на єпископа Вітебського — вікарія Полоцької єпархії. Зайнявся відбудовою полоцької Софійської катедри.
У 1762–1780 рр. — архієпископ Полоцький (по першому розборі Польщі його єпархія опинилася у межах Російської Імперії), пізніше греко-католицький митрополит Київський та Галицький. В 1764 році був електором Станіслава ІІ Августа Понятовського від полоцького воєводства. Перебуваючи на полоцькій кафедрі боровся з наростаючим впливом православ'я. Під час Барської конфедерації (1768–1772 рр.) був на боці королівської партії в Полоцькім воєводстві.
Після Першого поділу Польщі (1772 р.), оскільки більшість його Полоцької єпархії опинилася у складі Російської імперії, склав присягу (16 вересня) Катерині ІІ, одночасно запевняючи у своїй лояльності короля Станіслава ІІ Августа Понятовського. Після присяги отримав 2 деканати митрополичої єпархії (Гомельський і Рогачівський, 1773 р.) і Смоленську єпархію (1778 р.), що поставило під його владу всі греко-католицькі парафії, що входили до складу Російської імперії. Обороняв позиції греко-католицької церкви як від спроб переведення своїх вірних у православ'я, так і в католицтво. Прагнув обмежити у своїй єпархії діяльність православного єпископа Віктора Садковського, повернути назад ті парафії, котрі прийняли православ'я, заборонити священикам з Росії працювати у парафіях.
1774 року домігся від римської курії підтвердження давньої постанови (1624 р.) про заборону греко-католикам переходити на латинський обряд. Того ж року підготував проект єпархіальної семінарії в селі Струнь біля Полоцька (відкрилася 1806 р.). Заохочував розвиток василіянських шкіл. З причини спротиву діям влади Російської імперії в релігійній сфері 2 липня 1780 року Катерина II позбавила його російського підданства. Змушений був виїхати до Речі Посполитої, жив у своїй резиденції в Радомишлі. Після того, як 1781 року був обраний Київським митрополитом (греко-католицьким), нерідко мав конфлікти з російським послом у Польщі, оскільки активно боровся зі зростальним впливом православ'я серед греко-католиків. Розпочав будівництво в Радомишлі греко-католицького митрополичого центру, до якого входили катедральний храм Св. Трійці, митрополичий палац, бібліотека, духовна семінарія і парк. Заснував семінарії в Радомишлі та Житомирі.
У приватному житті, більше використовував у спілкуванні польську мову. З 1788 року домагався місця в польському сенаті для Київських греко-католицьких митрополитів, але цьому намаганню перешкодила його смерть. Працю Ясона Смогожевського ускладнював поділ Київської митрополії поміж трьома державами (Польщею, Росією і Австрією); осідком Смогожевського було с. Струнь біля Полоцька, потім м. Радомишль.